# Jan Tulleken
Jan Tulleken (né le 30 novembre 1883 à Haarlem et mort le 3 novembre 1962 à Haarlem) est un coureur cycliste néerlandais. Actif de 1908 et 1928, il est champion des Pays-Bas sur route en 1907 et de vitesse en 1909, 1912 et 1915.

## Palmarès
- 1906
  - 2e du championnat des Pays-Bas de vitesse
- 1907
  -  Champion des Pays-Bas sur route
- 1908
  - 2e du championnat des Pays-Bas de vitesse
- 1909
  -  Champion des Pays-Bas de vitesse
- 1910
  - 2e du championnat des Pays-Bas de vitesse
- 1911
  - 3e du championnat des Pays-Bas de vitesse
- 1912
  -  Champion des Pays-Bas de vitesse
- 1913
  - 2e du championnat des Pays-Bas de vitesse
- 1914
  - 2e du championnat des Pays-Bas de vitesse
- 1915
  -  Champion des Pays-Bas de vitesse